# 朱公錟
永寿镇国将军朱公锬（1443年—1491年），明朝宗室，永寿安惠王朱志埴第二子，母妃胡氏。正統八年（1443年）生，景泰三年（1452年）册封镇国将军，弘治四年（1491年）二月卒，年四十八。

## 家庭
- 夫人姜妙明（？－1470年），姜斌长女。天順五年（1461年）七月冊封为诰命夫人，成化六年正月卒。
  - 辅国将军朱诚湮，夫人徐氏
  - 辅国将军朱诚渫，夫人沈氏